# Auberginensalat

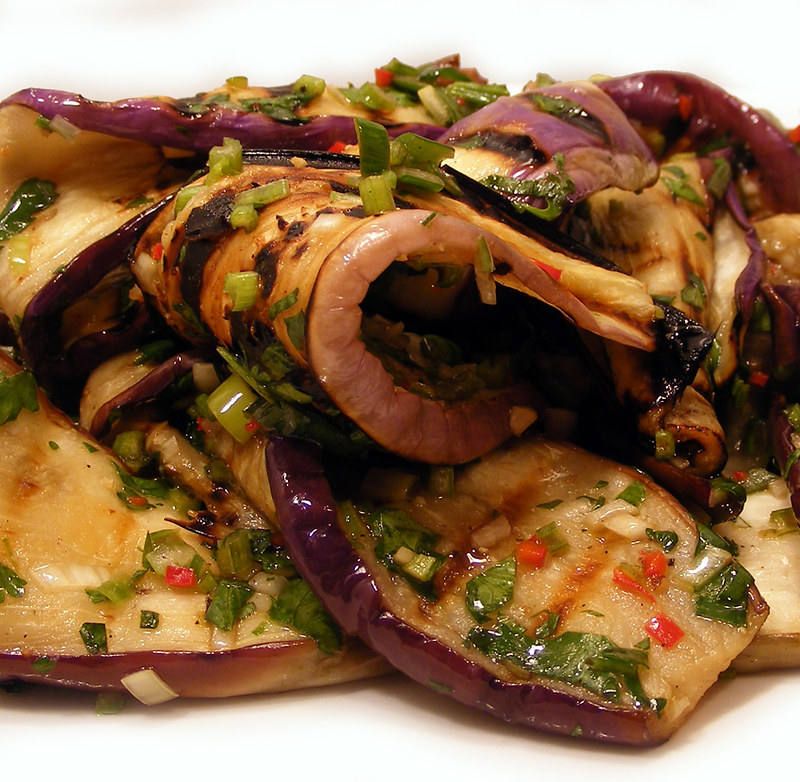
Salat aus gegrillten Auberginen

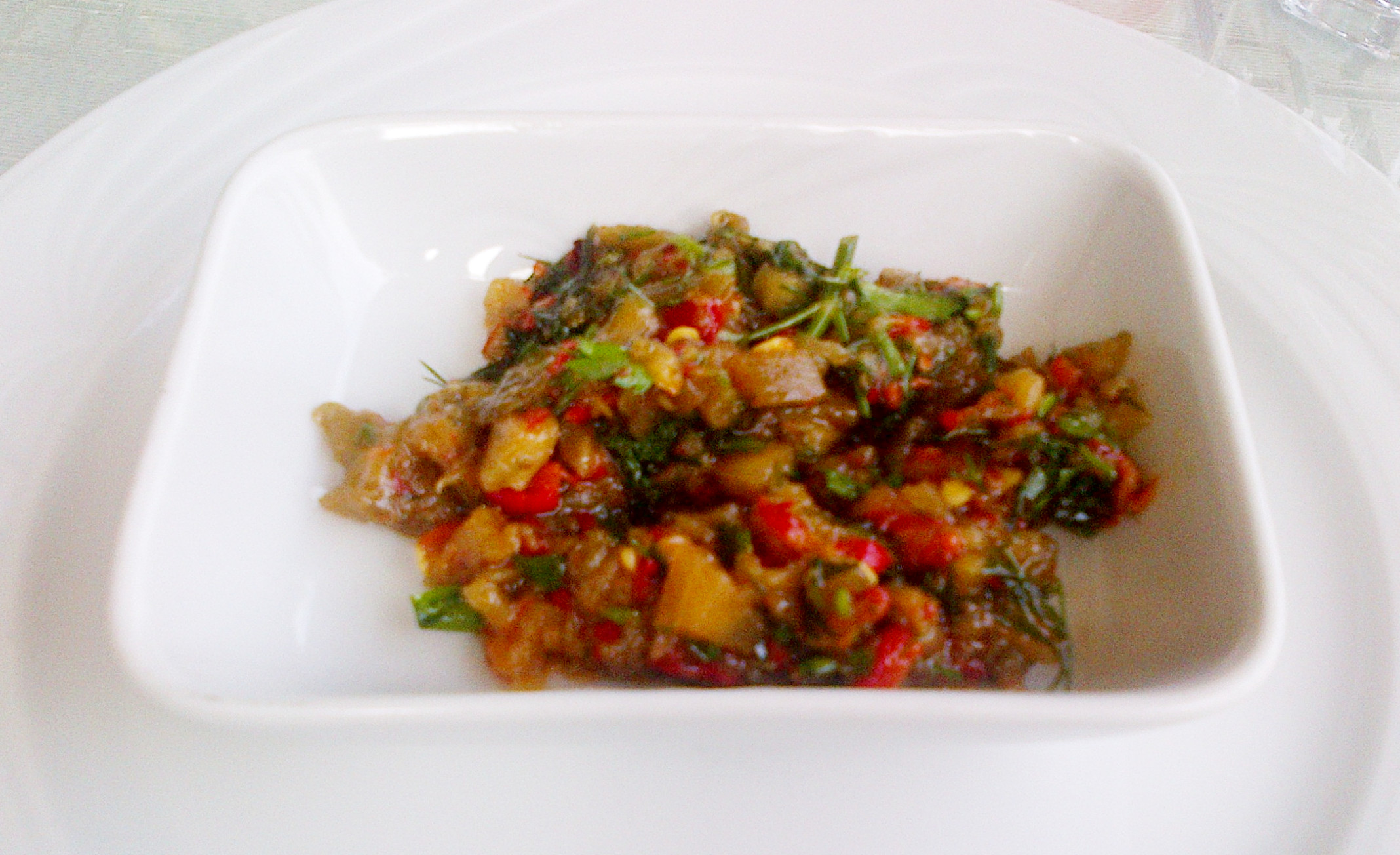
Patlıcan salatası (türkischer Auberginensalat)

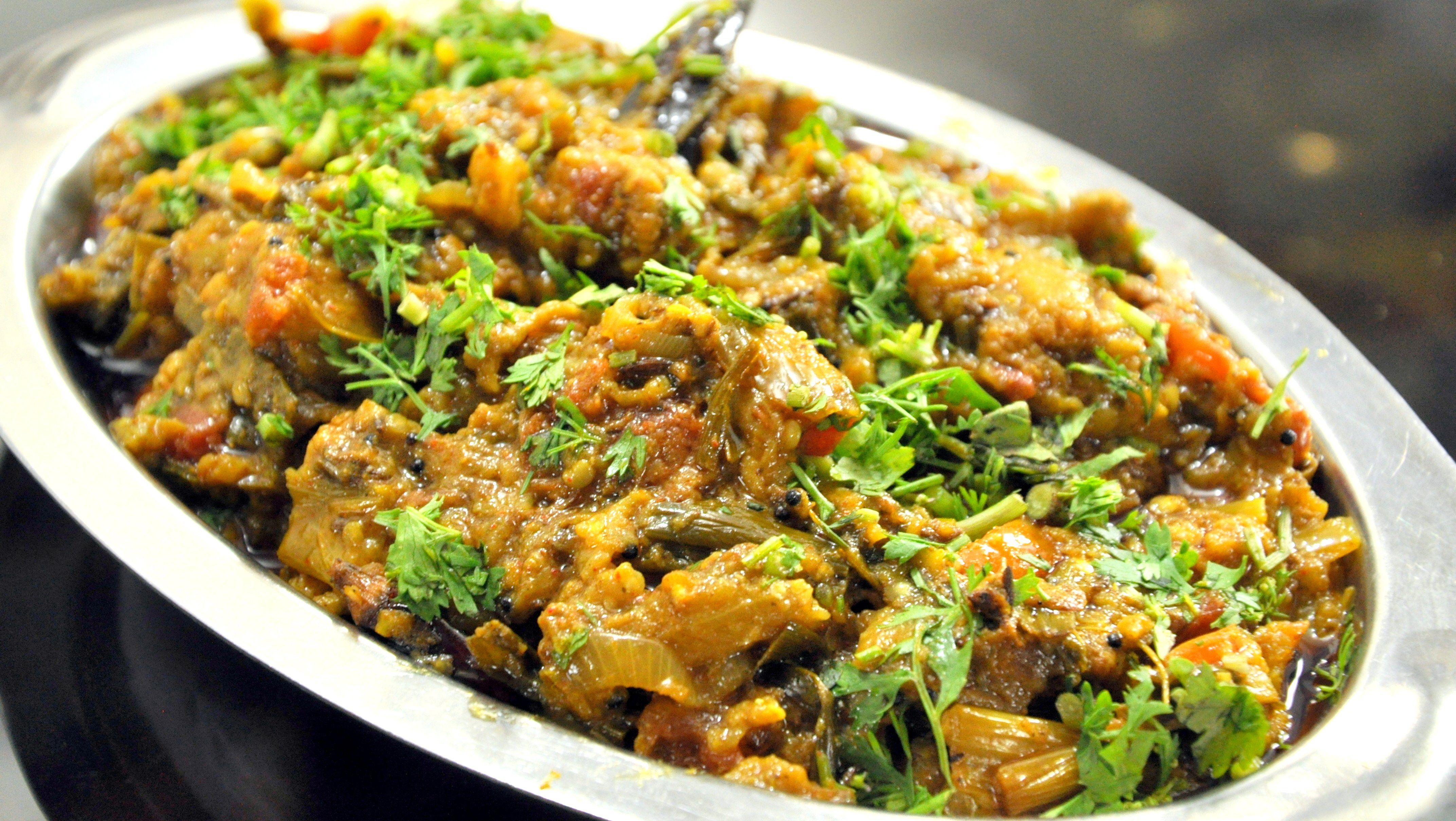
Indischer Auberginensalat Baigan Bharta aus Nagpur

Auberginensalat ist ein Salat aus Auberginen. Auberginensalate können unterschiedlich zubereitet werden, dazu gehören beispielsweise das nahöstliche Auberginen-Püree, genauso wie der gemischte Auberginen-Gemüsesalat. Beispiele sind der indische pürierte Auberginensalat Baingan Bharta, Salat mit trocken gebratenen Auberginen aus Szechuan und libanesischer Auberginensalat mit Minze und Joghurt, im Sudan der Auberginensalat mit Erdnussbutter aus gegrillten Auberginen. Bekannt sind der griechische Melitzanosalata oder der türkische Patlıcan salatası. Des Weiteren der georgische Auberginensalat Badridschani mit Kräutern und Walnüssen, der zu Grillfleisch serviert werden kann.

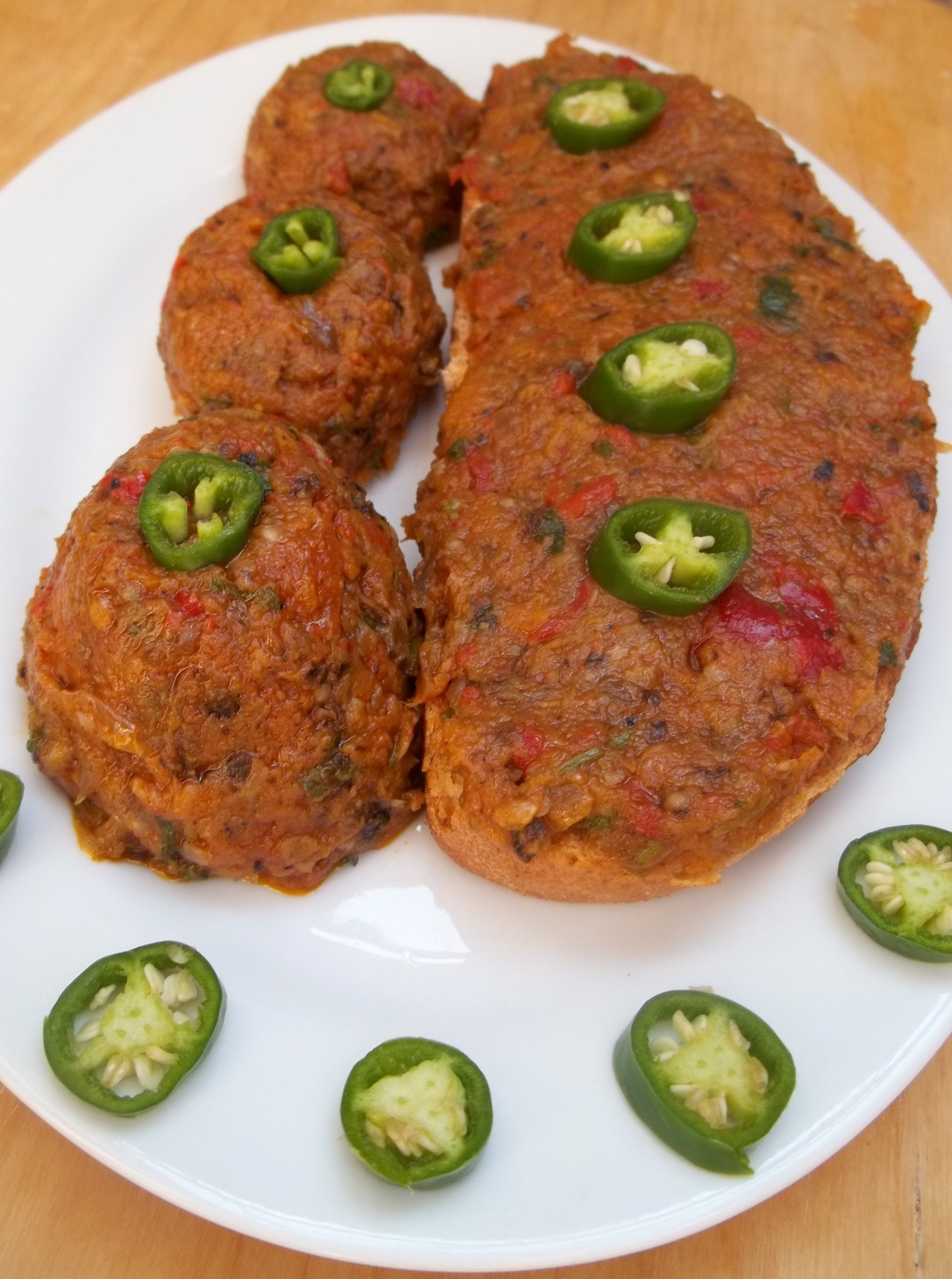
Scherzhaft „Auberginen-Kaviar“ genannter Auberginensalat

Pürierte Auberginensalate werden aufgrund ihres körnigen Aussehens von Sephardim und im Maghreb auch Auberginen-Kaviar oder von den Levantinern Armeleute-Kaviar genannt.

## Zubereitungsarten
Obwohl bei den heutigen verbesserten Auberginensorten nicht mehr unbedingt notwendig, ist das Salzen der Auberginen vor der Zubereitung immer noch eine Vorsichtsmaßnahme, um Bitterkeit entgegenzuwirken.
Geschälte Auberginen werden in dünne Scheiben geschnitten und eingesalzen ruhen gelassen. Abgetrocknet, werden die Auberginenscheiben in einer Vinaigrette-Soße mit gehacktem Kerbel und Estragon serviert. Dieser Salat kann auch mit in Salzwasser gegarten, abgetropften und abgetrockneten Auberginen zubereitet werden.
Im Nahen Osten sind sich die Auberginensalate sehr ähnlich, so der libanesische badhinjan alharab und der türkische Patlıcan salatası: Hierfür werden Auberginen und grüne Paprikaschoten auf einer Hitzequelle gebacken bis sich die Schale löst und abgezogen werden kann. Die zerkleinerten Früchte werden mit Zitronensaft, Öl, Salz und Knoblauch gewürzt, Tomatenstücke untergehoben und mit warmem Fladenbrot serviert.